# 甘肃省广播电视总台
甘肃省广播电影电视总台（英語：GanSu Media Group，GSMG）是一家以中国甘肃省为总部的传媒集团，於2004年12月16日正式掛牌成立，由原甘肃電視台和甘肃人民廣播電台組建而成。

## 频道列表

### 电视服务
甘肃省广播电影电视总台的电视服务源于1970年10月3日成立的甘肃电视台:92，现有6个电视频道。
| 頻道名稱     | 语言   | 广播格式                    | 啟播時間                                                                | 频道前身 | 備註                                   | 備註 |
| 甘肃卫视     | 普通話 | SD: PAL 576i 16:9 HD: 1080i | 标清版：1998年12月18日:580 高标清16:9同播：2021年1月                    | 甘肃电视台第三套节目 新闻综合频道 | 上星频道，以新聞、時事、專題類節目為主 |      |
| 文化影视频道 | 普通話 | SD: PAL 576i 16:9 HD: 1080i | 标清版：1970年10月3日 高标清16:9同播：2021年1月                         | 兰州电视台（1970年10月3日-1977年10月1日） 甘肃电视台（1977年10月1日-1993年12月） 甘肃电视台第一套节目（1993年12月-1998年12月） 文化频道（1998年12月-2005年6月1日） 文化少儿频道（2005年6月1日-2007年）:580 |                                        |      |
| 经济频道     | 普通話 | SD: PAL 576i 16:9 HD: 1080i | 标清版：1993年1月23日:580 高标清16:9同播：2021年1月 停播:2024年12月31日 | 甘肃电视台第二套节目/甘肃飞天经济台（1993年1月23日-1998年12月） |                                        |      |
| 公共应急频道 | 普通話 | SD: PAL 576i 16:9 HD: 1080i | 标清版：2002年1月1日 高标清16:9同播：2021年1月                          | 甘肃有线电视台 甘肃有线电视台综合频道 公共频道（2002年1月-2020年4月20日）:581 |                                        |      |
| 都市频道     | 普通話 | SD: PAL 576i 16:9 HD: 1080i | 标清版：1999年5月:581 高标清16:9同播：2021年1月                         | 甘肃图文广播电视中心 图文信息频道 |                                        |      |
| 少儿频道     | 普通話 | SD: PAL 576i 16:9 HD: 1080i | 标清版：2002年1月1日:581 高标清16:9同播：2021年1月                      | 甘肃有线电视台影视频道 影视频道 |                                        |      |
| 移动电视频道 | 普通話 | SD: PAL 576i 16:9 HD: 1080i |                                                                         | | [ 9 ]                                  |      |

### 广播服务
甘肃省广播电影电视总台的广播服务源于1949年9月7日成立的甘肃人民广播电台，前身为兰州人民广播电台。现有3个广播频率。
| 頻道名稱     | 语言   | 频道频率           | 啟播時間          | 频道前身         | 備註                                                         |
| 新闻综合广播 | 普通話 | FM96.0 AM684 AM873 | 1949年9月7日      | 兰州人民广播电台 | 以新聞為主，集新聞性、公益性、服務性、監督性為一體的綜合頻率 |
| 交通广播     | 普通話 | FM103.5            | 1996年8月28日:577 |                  | 主要為駕車人士服務的頻率，提供路況播報、生活資訊及服務類節目 |
| 农村广播     | 普通話 | FM92.2 AM1170      | 2007年1月1日:578  |                  |                                                              |

#### 停播频率
- 经济广播：开播于2001年1月1日，兰州地区FM 93.4MHz，2025年1月1日起停止播出。
- 都市广播：又称“都市调频”，开播于1996年2月1日，兰州地区FM 106.6MHz，2025年1月1日起停止播出。
- 青少广播，又称“青春调频”，开播于2005年1月1日，仅透过FM 104.8MHz覆盖兰州地区，2025年1月1日起停止播出。[10]